# 內耶河
51°7′21.78″N 7°22′49.80″E / 51.1227167°N 7.3805000°E
內耶河（德語：Neye），是德國的河流，位於該國西部，處於北萊茵-威斯特法倫州，屬於伍珀河的右支流，河道全長9.8公里，流域面積14.2平方公里，河口處在維珀菲爾特附近。